# Jezioro Chechło-Nakło
Chechło-Nakło (Jezioro) – sztuczny zbiornik wodny (zbiornik poeksploatacyjny) położony w województwie śląskim, w powiecie tarnogórskim, na terenie gminy Świerklaniec, na granicy wsi Świerklaniec i Nakło Śląskie. 
Pod koniec lat 60. w tym miejscu wydobywano piasek. W 1968 zakończono kopanie piasku, a po kilku latach wyrobisko zalano wodą. Zalew w 1973 przekształcony został w bezodpływowe jezioro. Jego pojemność to 1,5 mln m³, a powierzchnia 90,3 ha.

## Charakterystyka
Jezioro pełni funkcje rekreacyjne. Wokół zalewu znajdują się liczne ośrodki wypoczynkowe i kempingi, wypożyczalnie kajaków, łodzi, rowerów wodnych, trasy spacerowe. Jezioro charakteryzuje się piaszczystymi plażami. Linie brzegową tworzą piaski, trawy i trzcinowiska. Wokół jeziora biegnie dróżka asfaltowa oraz rozpościerają się sosnowe i mieszane lasy o pow. ok. 300 ha. 
Pod względem bakteriologicznym wody zalew jest bardzo czysty i odpowiada I klasie czystości.
Jezioro jest położone przy drodze wojewódzkiej nr 908 (Tarnowskie Góry–Częstochowa). W jego pobliżu przebiega trasa Górnośląskich Kolei Wąskotorowych – Bytom Wąskotorowy – Miasteczko Śląskie Wąskotorowe. Nad Zalewem latają samoloty pasażerskie z i do portu lotniczego Katowice-Pyrzowice.
Nad jeziorem w okresie letnim stacjonuje Tarnogórskie Wodne Ochotnicze Pogotowie Ratunkowe.